# Passiflora ampullacea
Passiflora ampullacea je biljka iz porodice Passifloraceae, ekvadorski je endem. Ugrožena je vrsta. Prema IUCN-ovom crvenom popisu razvrstana je kao ugrožena vrsta, stupnja ugroženosti kao osjetljiva vrsta (VU) (IUCN 3.1). Ekvadorski je endem. 

## Vanjske poveznice
|  | Wikivrste imaju podatke o taksonu Passiflora ampullacea |